# António de Sousa de Macedo (1677)
António de Sousa de Macedo (Pela grafia arcaica, Antonio de Souza de Macedo), segundo barão da Ilha Grande de Joanes (Lisboa, 12 de novembro de 1677 – Lisboa, 30 de novembro de 1738), foi um nobre português.
Filho de Luís Gonçalo de Sousa de Macedo, primeiro barão da Ilha Grande de Joanes, e neto do escritor e diplomata António de Sousa de Macedo, terceiro barão de Mullingar, de família originária de Santarém, Portugal.
Casou em 1710 com Dª. Catarina Margarida de Tavora, filha do senhor da Casa de Cavaleiros. Esta dama deu-lhe sete filhos, um dos quais, Luís de Sousa de Macedo, tornou-se o primeiro visconde de Mesquitela.
Ilha Grande de Joanes era o nome dado à Ilha de Marajó, no Brasil, durante o período colonial, a qual, em 1665, foi outorgada pelo rei Afonso VI de Portugal como Capitania da Ilha Grande de Joanes. O título de barão foi criado pelo mesmo rei.